# کاراواجو (فیلم ۲۰۰۷)
کاراواجو (Caravaggio) یک فیلم تلویزیونی ایتالیایی به کارگردانی آنجلو لونگونی محصول سال ۲۰۰۷ است. این فیلم بر اساس اتفاقات زندگی واقعی کاراواجو نقاش دوره باروک ساخته شده است.